# 枸骨
枸骨（学名：Ilex cornuta）为冬青科冬青属的植物。

## 形态

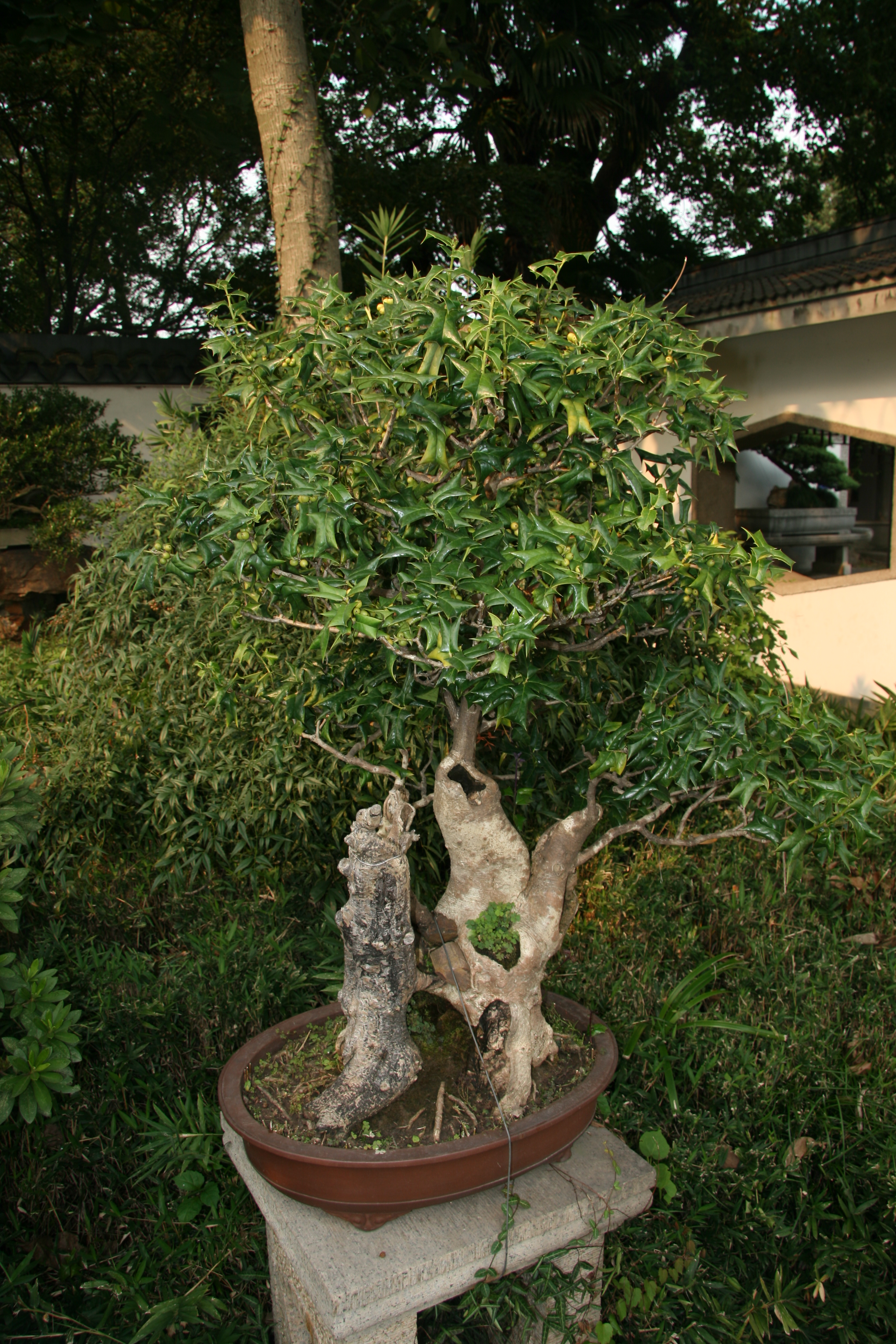
枸骨盆景

常绿灌木或小乔木，高 1 ～ 3 米。幼枝具纵脊及沟，二年枝褐色，三年枝灰白色。叶片厚革质，二型，四角状长圆形或卵形，长 4 ～ 9 公分，宽 2 ～ 4 公分，先端具3枚坚硬刺齿，中央刺齿常反曲，基部圆形或近截形，两侧各具1～2刺齿。叶面深绿色，有光泽，背淡绿色，两面无毛。主脉在上面凹下，背面隆起，侧脉 5 ～ 6对。叶柄长 4 ～ 8 毫米，上面具狭沟。花序簇生于二年生枝的叶腋内。果球形，直径 8 ～ 10 毫米，成熟时鲜红色。花期4 ～ 5 月，果期10 ～ 12月。

## 分布
分布在欧美、朝鲜以及中国大陆的浙江、江苏、湖南、江西、云南、湖北、上海、安徽等地，生长于海拔150米至1,900米的地区，见于山坡及丘陵等的灌丛中。

## 药用
中医上以叶入药，称“功劳叶”，性平、味微苦甘，功能补阴、清虚热，主治虚劳发热咳嗽、腰膝酸痛等症。

## 别名
中國冬青、猫儿刺（本草纲目）、老虎刺、八角刺（中国高等植物图鉴）、鸟不宿（云南植物志）、构骨（误写、浙江植物志）、狗骨刺（江西安福）、猫儿香、老鼠树（江苏植物志）

## 延伸阅读
[在维基数据编辑]
 《植物名實圖考·枸骨》，出自吳其濬《植物名實圖考》